# Lista planetelor minore: 80001–81000
| Nume                                            | Denumire provizorie                             | Data descoperirii                               | Locul descoperirii                              | Descoperitor(i)                                 |                                                 |                                                 |                                                 |                                                 |                                                 |                                                 |                                                 |                                                 |                                                 |                                                 |                                                 |                                                 |                                                 |                                                 |                                                 |                                                 |                                                 |                                                 |                                                 |                                                 |                                                 |                                                 |                                                 |                                                 |                                                 |                                                 |                                                 |                                                 |                                                 |                                                 |                                                 |                                                 |                                                 |                                                 |                                                 |                                                 |                                                 |                                                 |                                                 |                                                 |                                                 |                                                 |                                                 |                                                 |                                                 |
| 80001–80100 Lista planetelor minore/80001–80100 | 80001–80100 Lista planetelor minore/80001–80100 | 80001–80100 Lista planetelor minore/80001–80100 | 80001–80100 Lista planetelor minore/80001–80100 | 80001–80100 Lista planetelor minore/80001–80100 | 80101–80200 Lista planetelor minore/80101–80200 | 80101–80200 Lista planetelor minore/80101–80200 | 80101–80200 Lista planetelor minore/80101–80200 | 80101–80200 Lista planetelor minore/80101–80200 | 80101–80200 Lista planetelor minore/80101–80200 | 80201–80300 Lista planetelor minore/80201–80300 | 80201–80300 Lista planetelor minore/80201–80300 | 80201–80300 Lista planetelor minore/80201–80300 | 80201–80300 Lista planetelor minore/80201–80300 | 80201–80300 Lista planetelor minore/80201–80300 | 80301–80400 Lista planetelor minore/80301–80400 | 80301–80400 Lista planetelor minore/80301–80400 | 80301–80400 Lista planetelor minore/80301–80400 | 80301–80400 Lista planetelor minore/80301–80400 | 80301–80400 Lista planetelor minore/80301–80400 | 80401–80500 Lista planetelor minore/80401–80500 | 80401–80500 Lista planetelor minore/80401–80500 | 80401–80500 Lista planetelor minore/80401–80500 | 80401–80500 Lista planetelor minore/80401–80500 | 80401–80500 Lista planetelor minore/80401–80500 | 80501–80600 Lista planetelor minore/80501–80600 | 80501–80600 Lista planetelor minore/80501–80600 | 80501–80600 Lista planetelor minore/80501–80600 | 80501–80600 Lista planetelor minore/80501–80600 | 80501–80600 Lista planetelor minore/80501–80600 | 80601–80700 Lista planetelor minore/80601–80700 | 80601–80700 Lista planetelor minore/80601–80700 | 80601–80700 Lista planetelor minore/80601–80700 | 80601–80700 Lista planetelor minore/80601–80700 | 80601–80700 Lista planetelor minore/80601–80700 | 80701–80800 Lista planetelor minore/80701–80800 | 80701–80800 Lista planetelor minore/80701–80800 | 80701–80800 Lista planetelor minore/80701–80800 | 80701–80800 Lista planetelor minore/80701–80800 | 80701–80800 Lista planetelor minore/80701–80800 | 80801–80900 Lista planetelor minore/80801–80900 | 80801–80900 Lista planetelor minore/80801–80900 | 80801–80900 Lista planetelor minore/80801–80900 | 80801–80900 Lista planetelor minore/80801–80900 | 80801–80900 Lista planetelor minore/80801–80900 | 80901–81000 Lista planetelor minore/80901–81000 | 80901–81000 Lista planetelor minore/80901–81000 | 80901–81000 Lista planetelor minore/80901–81000 | 80901–81000 Lista planetelor minore/80901–81000 | 80901–81000 Lista planetelor minore/80901–81000 |
| ----------------------------------------------- | ----------------------------------------------- | ----------------------------------------------- | ----------------------------------------------- | ----------------------------------------------- | ----------------------------------------------- | ----------------------------------------------- | ----------------------------------------------- | ----------------------------------------------- | ----------------------------------------------- | ----------------------------------------------- | ----------------------------------------------- | ----------------------------------------------- | ----------------------------------------------- | ----------------------------------------------- | ----------------------------------------------- | ----------------------------------------------- | ----------------------------------------------- | ----------------------------------------------- | ----------------------------------------------- | ----------------------------------------------- | ----------------------------------------------- | ----------------------------------------------- | ----------------------------------------------- | ----------------------------------------------- | ----------------------------------------------- | ----------------------------------------------- | ----------------------------------------------- | ----------------------------------------------- | ----------------------------------------------- | ----------------------------------------------- | ----------------------------------------------- | ----------------------------------------------- | ----------------------------------------------- | ----------------------------------------------- | ----------------------------------------------- | ----------------------------------------------- | ----------------------------------------------- | ----------------------------------------------- | ----------------------------------------------- | ----------------------------------------------- | ----------------------------------------------- | ----------------------------------------------- | ----------------------------------------------- | ----------------------------------------------- | ----------------------------------------------- | ----------------------------------------------- | ----------------------------------------------- | ----------------------------------------------- | ----------------------------------------------- |

| Predecesor: 79001–80000 | Lista planetelor minore 80001–81000 Semnificații ale numelor: 80001–81000 | Succesor: 81001–82000 |